# Frank Mayo
Frank Mayo, nato Frank Lorimer Mayo (New York, 28 giugno 1886 – Laguna Beach, 9 luglio 1963), è stato un attore statunitense.
Ebbe una lunga carriera, comprensiva di oltre 350 titoli di film, che va dai suoi esordi nel 1914, fino alla fine degli anni quaranta.

## Filmografia

### 1914
- The Lure of the Windigo, regia di Francis J. Grandon - cortometraggio (1914)

### 1915
- The Missing Ruby, regia di Tom Santschi (1915) - cortometraggio
- The Bliss of Ignorance
- The Love Liar
- The Jest of Jealousy - cortometraggio (1915)
- The Ladder of Love
- The Rim of the Desert
- Straws in the Wind
- The Smouldering, regia di Frank Beal - cortometraggio (1915)
- 'Neath Calvary's Shadows, regia di William Robert Daly - cortometraggio (1915)
- Pearls of Temptation
- The Adventures of a Madcap
- A Rose Among the Briars
- The Red Circle

### 1916
- Child of Fortune
- Shadows
- The Head of the House
- The Dupe - cortometraggio (1916)
- Lesson from Life
- The Better Instinct
- Treading Pearls
- The Target of Dreams
- Butts Casey, Crook
- The Dawn of Wisdom

### 1917
- Glory, regia di Francis J. Grandon e da Burton L. King (1917)
- Sold at Auction, regia di Sherwood MacDonald (1917)
- Sunny Jane, regia di Sherwood MacDonald (1917)
- The Bronze Bride, regia di Henry MacRae (1917)
- The Checkmate, regia di Sherwood MacDonald (1917)
- Betsy Ross, regia di George Cowl e Travers Vale  (1917)
- The Burglar, regia di Harley Knoles (1917)
- Easy Money, regia di Travers Vale (1917)

### 1918
- Stolen Hours, regia di Travers Vale (1918)
- The Price of Folly - serial cinematografico (1918)
- Phantom Fame
- Counterfeit Clues
- The Cat's Paw
- The Whims of Society, regia di Travers Vale (1918)
- The Sin of Innocence
- Sold for Gold
- In Poverty's Power
- The Rebound
- Shifting Sands
- The Witch Woman, regia di Travers Vale (1918)
- The Trap, regia di George Archainbaud
- The Purple Lily, regia di Fred Kelsey (1918)
- Journey's End, regia di Travers Vale (1918)
- The Interloper, regia di Oscar C. Apfel (1918)
- Tinsel, regia di Oscar Apfel (1918)
- The Power and the Glory, regia di Lawrence C. Windom (1918)
- A Soul Without Windows, regia di Travers Vale (1918)
- Appearance of Evil, regia di Lawrence C. Windom (1918)
- The Zero Hour, regia di Travers Vale (1918)

### 1919
- The Bluffer, regia di Travers Vale (1919)
- The Rough Neck, regia di Oscar Apfel (1919)
- The Moral Deadline, regia di Travers Vale (1919)
- The Crook of Dreams, regia di Oscar Apfel (1919)
- The Love Defender, regia di Tefft Johnson (1919)
- The Amazing Wife, regia di Ida May Park (1919)
- Il marchio del passato (Mary Regan), regia di Lois Weber (1919)
- A Little Brother of the Rich, regia di Lynn Reynolds (1919)
- The Brute Breaker, regia di Lynn Reynolds (1919)

### 1920
- Lasca, regia di Norman Dawn (1919)
- The Peddler of Lies, regia di William C. Dowlan (1920)
- Burnt Wings
- La ragazza del n. 29 (The Girl in Number 29), regia di John Ford (1920)
- Through Eyes of Men, regia di Charles A. Taylor (1920)
- The Red Lane
- Ostacoli (Hitchin' Posts), regia di John Ford
- The Marriage Pit
- Honor Bound

### 1921
- Tiger True
- Colorado
- Magnificent Brute
- The Blazing Trail
- The Fighting Lover
- The Shark Master
- Go Straight
- Dr. Jim

### 1922
- Across the Deadline
- Tracked to Earth
- The Man Who Married His Own Wife
- Out of the Silent North, regia di William Worthington (1922)
- Afraid to Fight
- Caught Bluffing
- Wolf Law
- The Altar Stairs
- The Flaming Hour

### 1923
- The First Degree
- The Bolted Door
- Souls for Sale
- Six Days

### 1924
- Arance selvatiche
- L'ombra dell'Oriente (The Shadow of the East)
- The Plunderer
- The Woman on the Jury
- The Perfect Flapper
- The Price She Paid
- Is Love Everything?
- The Triflers

### 1925
- Metropoli in fiamme (Barriers Burned Away)
- If I Marry Again
- Women and Gold, regia di James P. Hogan (1925)
- The Necessary Evil
- Passionate Youth
- The Unknown Lover

### 1926
- Then Came the Woman
- Lew Tyler's Wives

### 1939
- The Monroe Doctrine, regia di Crane Wilbur - cortometraggio (1939)